# Червоноблагодатненська сільська рада
Червоноблагода́тненська сільська́ ра́да — адміністративно-територіальна одиниця та орган місцевого самоврядування в Горностаївському районі Херсонської області. Адміністративний центр — село Червоноблагодатне.

## Загальні відомості
Червоноблагодатненська сільська рада утворена в 1944 році.
- Територія ради: 72 км²
- Населення ради: 1 064 особи (станом на 2001 рік)

## Населені пункти
Сільській раді підпорядковані населені пункти:
- с. Червоноблагодатне
- с. Красне
- с. Лопатки
- с. Ясна Поляна

## Склад ради
Рада складається з 16 депутатів та голови.
- Голова ради: Гудзоватий Віктор Йосипович
- Секретар ради: Гордієнко Любов Григорівна

### Керівний склад попередніх скликань
| Прізвище, ім'я, по батькові  | Основні відомості                                                                     | Дата обрання | Дата звільнення |
| ---------------------------- | ------------------------------------------------------------------------------------- | ------------ | --------------- |
| Ключковська Галина Василівна | Сільський голова, 1962 року народження, член Народної партії                          | 26.03.2006   | 31.10.2010      |
| Гудзоватий Віктор Йосипович  | Сільський голова, 1968 року народження, освіта середня загальна, член Партії регіонів | 31.10.2010   |                 |

Примітка: таблиця складена за даними сайту Верховної Ради України

### Депутати
За результатами місцевих виборів 2010 року депутатами ради стали:

#### За суб'єктами висування
| Суб'єкт висування                                       | Кількість обраних депутатів | %    |
| ------------------------------------------------------- | --------------------------- | ---- |
| Партія регіонів                                         | 11                          | 68,8 |
| Самовисування                                           | 3                           | 18,8 |
| Політична партія Всеукраїнське об'єднання «Батьківщина» | 2                           | 12,5 |

#### За округами
| № округу                                                | Прізвище, ім'я, по батькові        | Дата визнання обраним | Освіта  | Партійна приналежність | Відомості про обраного депутата                                 |
| ------------------------------------------------------- | ---------------------------------- | --------------------- | ------- | ---------------------- | --------------------------------------------------------------- |
| Партія регіонів                                         |                                    |                       |         |                        |                                                                 |
| 1                                                       | Асанова Зіновія Іванівна           | 03.11.2010            | середня | позапартійна           | тимчасово не працює                                             |
| 2                                                       | Андросюк Ігор Сергійович           | 03.11.2010            | вища    | позапартійний          | Торговельний дім України, юрист                                 |
| 3                                                       | Борсук Володимир Євгенійович       | 03.11.2010            | середня | позапартійний          | тимчасово не працює                                             |
| 4                                                       | Ткачик Сергій Семенович            | 03.11.2010            | вища    | позапартійний          | тимчасово не працює                                             |
| 6                                                       | Ликова Олена Анатоліївна           | 03.11.2010            | вища    | позапартійна           | Сільська амбулаторія, медсестра                                 |
| 7                                                       | Ковальчук Сергій Степанович        | 03.11.2010            | середня | позапартійний          | тимчасово не працює                                             |
| 8                                                       | Шура Геннадій Петрович             | 03.11.2010            | середня | позапартійний          | тимчасово не працює                                             |
| 9                                                       | Мірсалієв Таксим Демурович         | 03.11.2010            | середня | позапартійний          | тимчасово не працює                                             |
| 11                                                      | Завізьон Сергій Валентинович       | 03.11.2010            | середня | позапартійний          | тимчасово не працює                                             |
| 13                                                      | Гордієнко Любов Григорівна         | 08.11.2010            | вища    | позапартійна           | Червоноблагодатненська сільська рада, бухгалтер                 |
| 16                                                      | Позднякова Валентина Володимирівна | 03.11.2010            | середня | позапартійна           | Червоноблагодатненська загальноосвітня школа І-ІІІ ст., вчитель |
| Політична партія Всеукраїнське об'єднання «Батьківщина» |                                    |                       |         |                        |                                                                 |
| 12                                                      | Гордієнко Дмитро Сергійович        | 03.11.2010            | вища    | позапартійний          | Червоноблагодатненська сільська рада, кур'єр по субсидіях       |
| 15                                                      | Ковальчук Віталій Григорович       | 03.11.2010            | вища    | позапартійний          | тимчасово не працює                                             |
| Самовисування                                           |                                    |                       |         |                        |                                                                 |
| 5                                                       | Ткачик Віра Антонівна              | 03.11.2010            | середня | позапартійна           | тимчасово не працює                                             |
| 10                                                      | Нікітін Василь Васильович          | 03.11.2010            | середня | позапартійний          | тимчасово не працює                                             |
| 14                                                      | Бенедисюк Світлана Олександрівна   | 03.11.2010            | вища    | позапартійна           | тимчасово не працює                                             |

## Населення
Згідно з переписом УРСР 1989 року чисельність наявного населення сільської ради становила 1050 осіб, з яких 490 чоловіків та 560 жінок.
За переписом населення України 2001 року в сільській раді мешкала 1061 особа.

### Мова
Розподіл населення за рідною мовою за даними перепису 2001 року:
| Мова       | Відсоток |
| ---------- | -------- |
| українська | 85,71 %  |
| російська  | 3,57 %   |
| білоруська | 0,47 %   |
| угорська   | 0,09 %   |
| інші       | 10,16 %  |